# Marija Beatrice Savojska
Maria Beatrice Savojska (polno ime Maria Beatrice Vittoria Giuseppina), princesa Savoje in vojvoda Modene, * 6. december 1792, † 15. september 1840.
Bila je najstarejša hči Viktorja Emanuela I. in Marije Terezije Sardinske. Njen dedek po materini strani sta bila Ferdinand Karl, nadvojvoda Avstrije. 
20. junija 1812 se je Maria Beatrice poročila s svojim stricem Francem IV. Modenskim, nadvojvodo Avstrijske-Este; zaradi njune tesne sorodstvene zveze je za zakonsko zvezo papež Pij VII. izdal posebno dovoljenje. Franc IV. je 14. julija 1814 postal Frančišek IV., vojvoda Modene, Reggija in Mirandola, s čimer je Mario Beatrice povzdignil v vojvodinjo Modene. V njunem zakonu so se rodili štirje otroci: Marija Terezija, Frančiška V., vojvoda Modene, Ferdinand Karl Viktor in nadvojvodinja Maria Beatrix.